# Castillo de Montánchez
El castillo de Montánchez es una fortaleza situada sobre un cerro, perteneciente al término municipal español de Montánchez, provincia de Cáceres, Extremadura.

## Historia
Los orígenes del castillo se remontan a la época califal, de la que data su cuerpo principal que se asienta sobre la cota más elevada del cerro en el que descansa la fortaleza. El resto de la construcción data del siglo XII siendo levantado durante la ocupación almohade de la zona. De la época de dominio musulmán todavía se conservan tres aljibes y parte de su trazado.
Posteriormente, una vez que la zona pasó a manos cristianas, sobre todo cuando estuvo administrado por la Orden de Santiago, se adicionaron gran cantidad de elementos sobre todo en forma de distintas murallas rodeando el recinto.
En 1620 sirvió de prisión para Don Rodrigo Calderón, procedente de Valladolid.
En el recinto interior, además de dos de sus aljibes se sitúan la torre del homenaje y las bodegas, mientras que en el exterior se encuentra el aljibe mayor, un estanque y una ermita que se construyó durante el siglo XVII.

## Estado de conservación
Las distintas administraciones central y autonómica han invertido grandes sumas de dinero en la reconstrucción y consolidación del castillo para dedicarlo a uso turístico. El conjunto se encuentra protegido bajo la Declaración genérica del Decreto de 22 de abril de 1949, y la Ley 16/1985 sobre el Patrimonio Histórico Español.

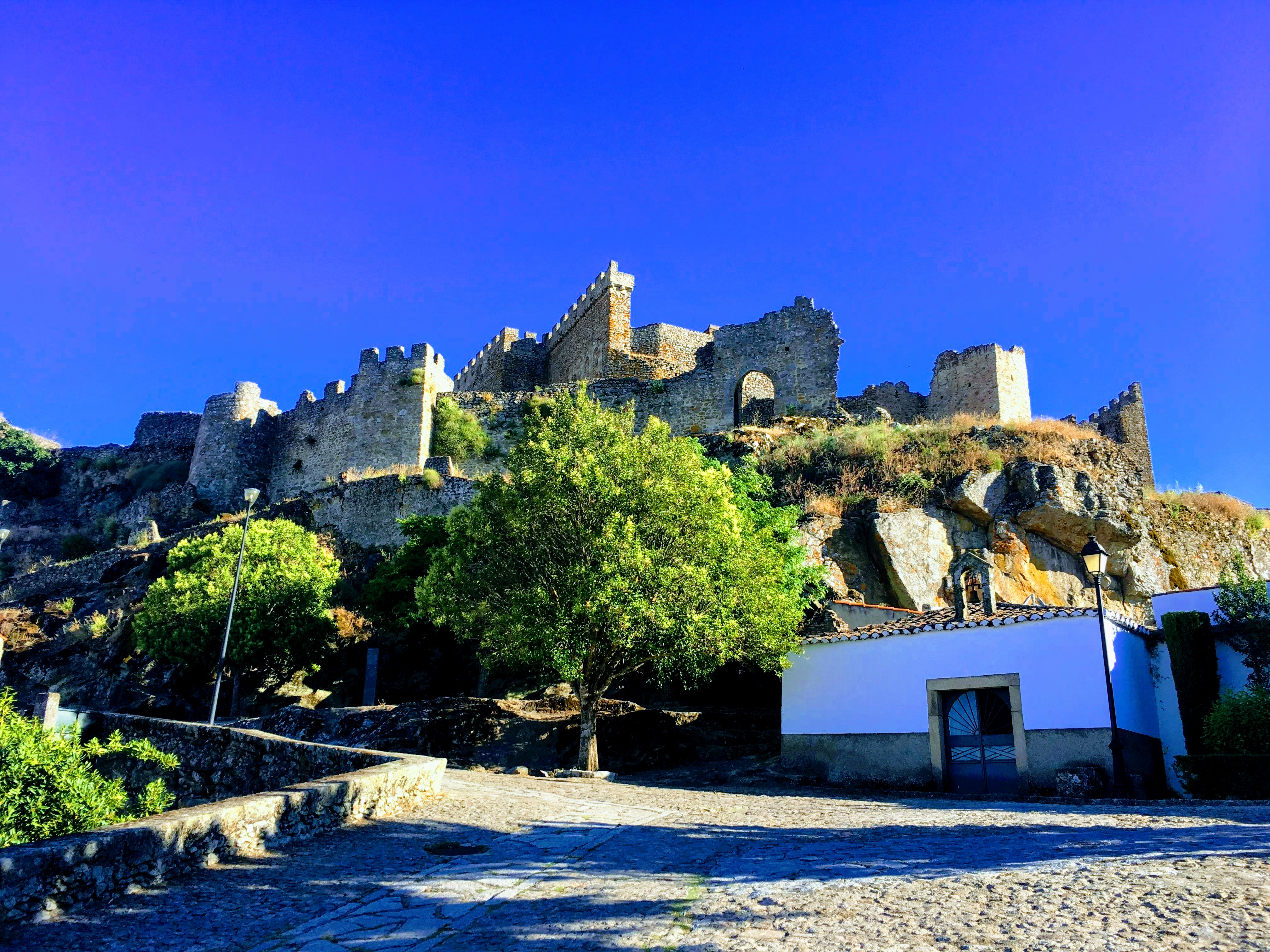
Vsta inferior del Castillo de Montanchez